# Datengeheimnis
Das Datengeheimnis ist ein Grundprinzip des Datenschutzrechts. Es dient dem Schutz personenbezogener Daten vor Missbrauch durch Beschäftigte in datenverarbeitenden Tätigkeiten.
In Deutschland ist das Datengeheimnis in § 53 des Bundesdatenschutzgesetzes (BDSG) festgeschrieben. Es stellt ein Verbot für Beschäftigte dar, personenbezogene Daten unbefugt zu erheben, zu verarbeiten oder zu nutzen (§ 53 S. 1 BDSG):
In den Landesdatenschutzgesetzen sind weitestgehend analoge Regelungen enthalten.

## Anwendung
Das Datengeheimnis des BDSG richtet sich an mit der Datenverarbeitung befasste Personen.

## Verpflichtung
Das BDSG fordert eine Verpflichtung der Beschäftigten auf das Datengeheimnis bei der Aufnahme ihrer Tätigkeiten (§ 53 S. 1 und 2 BDSG):
Für den späteren Nachweis ist es sinnvoll, die Verpflichtungserklärung schriftlich zu erfassen.
Neben der Verpflichtung von Beschäftigten kann auch eine Verpflichtung von Mitarbeitern von Fremdfirmen erforderlich sein, die externen Tätigkeiten für ein Unternehmen oder eine Behörde ausüben. Des Weiteren kann eine allgemeine Firmenerklärung sinnvoll sein, um die Verpflichtung aller Arbeitnehmer von Fremdfirmen auf das Datengeheimnis sicherzustellen.
Unter Umständen kann eine Verbindung der Verpflichtung auf das Datengeheimnis mit einer Verpflichtung auf das Fernmeldegeheimnis nach § 88 Telekommunikationsgesetz (TKG) und auf Wahrung von Geschäftsgeheimnissen sinnvoll sein. Darüber hinaus kann das Datengeheimnis durch Amts- oder Berufsgeheimnisse oder Geheimhaltungsverträge ergänzt werden.

## Dauer
Nach Beendigung der Tätigkeit endet das Datengeheimnis nicht, es besteht unbegrenzt fort (§ 53 S. 3 BDSG):